# Guatemala op de Olympische Zomerspelen 2008
Guatemala nam deel aan de Olympische Zomerspelen 2008 in Peking, China.
Guatemala debuteerde op de Zomerspelen in 1952 en deed in 2008 voor de twaalfde keer mee. Net als bij de elf voorgaande deelnames werd er in 2008 geen medaille gewonnen.

## Deelnemers en resultaten

### Atletiek
| Olympiër             | Discipline            | Resultaat | Prestatie |
| -------------------- | --------------------- | --------- | --------- |
| Alfredo Arévalo      | marathon (m)          | 63e       | 2:28.26   |
| José Amado García    | marathon (m)          | 35e       | 2:20.15   |
| Luis Fernando García | 50km snelwandelen (m) | 22e       | 3:56.58   |
|                      |                       |           |           |
| Evelyn Núñez         | 20km snelwandelen (v) | 43e       | 1:44.13   |

### Badminton
| Olympiër     | Discipline    | Resultaat | Prestatie                                               |
| ------------ | ------------- | --------- | ------------------------------------------------------- |
| Kevin Cordón | enkelspel (m) | 63e       | 1ste ronde: vrij 2de ronde: V van CHN Bao: 17-21, 16-21 |

### Boksen
| Olympiër         | Discipline | Resultaat | Prestatie                            |
| ---------------- | ---------- | --------- | ------------------------------------ |
| Eddie Valenzuela | -51kg (m)  | 17e       | 1ste ronde: V van THA Jongjohor: 1-6 |

### Gewichtheffen
| Olympiër        | Discipline | Resultaat | Prestatie                                                    |
| --------------- | ---------- | --------- | ------------------------------------------------------------ |
| Christian Lopez | -105kg (m) | 38e       | trekken: 17de met 150kg stoten: 17de met 186kg totaal: 336kg |

### Moderne vijfkamp
| Olympiër        | Discipline | Resultaat | Prestatie   |
| --------------- | ---------- | --------- | ----------- |
| Rita Sanz-Agero | vrouwen    | 34e       | 4844 punten |

### Paardensport
| Olympiër              | Discipline     | Resultaat      | Prestatie                              |
| Springconcours        | Springconcours | Springconcours | Springconcours                         |
| --------------------- | -------------- | -------------- | -------------------------------------- |
| Juan Andrés Rodríguez | individueel    | 41e            | kwalificatie: 41ste met 31 strafpunten |

### Schietsport
| Olympiër           | Discipline | Resultaat | Prestatie                                           |
| ------------------ | ---------- | --------- | --------------------------------------------------- |
| Juan Carlos Romero | skeet (m)  | 26e       | kwalificatie: 26ste met 111 punten (24-21-23-21-22) |

### Zeilen
| Olympiër            | Discipline | Resultaat | Prestatie                               |
| ------------------- | ---------- | --------- | --------------------------------------- |
| Juan Ignacio Maegli | laser (m)  | 32e       | 206 punten: (44-9-39-16-44-32-39-12-15) |

### Zwemmen
| Olympiër       | Discipline       | Resultaat | Prestatie               |
| -------------- | ---------------- | --------- | ----------------------- |
| Gisela Morales | 100m rugslag (v) | 38e       | serie 2: 2de in 1.02,92 |
| Gisela Morales | 200m rugslag (v) | 27e       | serie 1: 2de in 2.14,54 |

Afghanistan · Albanië · Algerije · Amerikaanse Maagdeneilanden · Amerikaans-Samoa · Andorra · Angola · Antigua en Barbuda · Argentinië · Armenië · Aruba · Australië · Azerbeidzjan · Bahama's · Bahrein · Bangladesh · Barbados · België · Belize · Benin · Bermuda · Bhutan · Bolivia · Bosnië en Herzegovina · Botswana · Brazilië · Britse Maagdeneilanden · Bulgarije · Burkina Faso · Burundi · Cambodja · Canada · Centraal-Afrikaanse Republiek · Chili · China · Chinees Taipei · Colombia · Comoren · Congo-Brazzaville · Congo-Kinshasa · Cookeilanden · Costa Rica · Cuba · Cyprus · Denemarken · Djibouti · Dominica · Dominicaanse Republiek · Duitsland · Ecuador · Egypte · El Salvador · Equatoriaal-Guinea · Eritrea · Estland · Ethiopië · Fiji · Filipijnen · Finland · Frankrijk · Gabon · Gambia · Georgië · Ghana · Grenada · Griekenland · Groot-Brittannië · Guam · Guatemala · Guinee · Guinee‑Bissau · Guyana · Haïti · Honduras · Hongarije · Hongkong · Ierland · IJsland · India · Indonesië · Irak · Iran · Israël · Italië · Ivoorkust · Jamaica · Japan · Jemen · Jordanië · Kaaimaneilanden · Kaapverdië · Kameroen · Kazachstan · Kenia · Kirgizië · Kiribati · Koeweit · Kroatië · Laos · Lesotho · Letland · Libanon · Liberia · Libië · Liechtenstein · Litouwen · Luxemburg · Macedonië · Madagaskar · Malawi · Malediven · Maleisië · Mali · Malta · Marshalleilanden · Marokko · Mauritanië · Mauritius · Mexico · Micronesië · Moldavië · Monaco · Mongolië · Montenegro · Mozambique · Myanmar · Namibië · Nauru · Nederland · Nederlandse Antillen · Nepal · Nicaragua · Nieuw-Zeeland · Niger · Nigeria · Noord-Korea · Noorwegen · Oeganda · Oekraïne · Oezbekistan · Oman · Oostenrijk · Oost‑Timor · Pakistan · Palau · Palestina · Panama · Papoea-Nieuw-Guinea · Paraguay · Peru · Polen · Portugal · Puerto Rico · Qatar · Roemenië · Rusland · Rwanda · Saint Kitts en Nevis · Saint Lucia · Saint Vincent en Grenadines · Salomonseilanden · Samoa · San Marino · Sao Tomé en Principe · Saoedi-Arabië · Senegal · Servië · Seychellen · Sierra Leone · Singapore · Slovenië · Slowakije · Soedan · Somalië · Spanje · Sri Lanka · Suriname · Swaziland · Syrië · Tadzjikistan · Tanzania · Thailand · Togo · Tonga · Trinidad en Tobago · Tsjaad · Tsjechië · Tunesië · Turkije · Turkmenistan · Tuvalu · Uruguay · Vanuatu · Venezuela · Verenigde Arabische Emiraten · Verenigde Staten · Vietnam · Wit-Rusland · Zambia · Zimbabwe · Zuid-Afrika · Zuid-Korea · Zweden · Zwitserland
Uitgesloten van deelname: Brunei